# Rolls-Royce/Snecma Olympus 593
Rolls-Royce/Snecma Olympus 593 — колишній англо-французький турбореактивний форсажний двигун, який приводив у рух надзвуковий авіалайнер Concorde. Спочатку він був спільним проектом Bristol Siddeley Engines Limited (BSEL) і Snecma, створений на основі двигуна Bristol Siddeley Olympus 22R.. Rolls-Royce Limited придбала BSEL у 1966 році під час розробки двигуна, реорганізувавши її в BSEL Bristol Engine Division Rolls-Royce.
Поки регулярні комерційні польоти Concorde не припинилися в жовтні 2003 року, турбореактивний двигун Olympus був унікальним в авіації як єдиний турбореактивний двигун з форсажним режимом, що приводить в дію комерційні літаки..
Загальний термічний ККД двигуна в надзвуковому крейсерському польоті становив близько 43%, що на той час було найвищим показником, зафіксованим для будь-якої звичайної термодинамічної машини.